# Antoni Muntadas

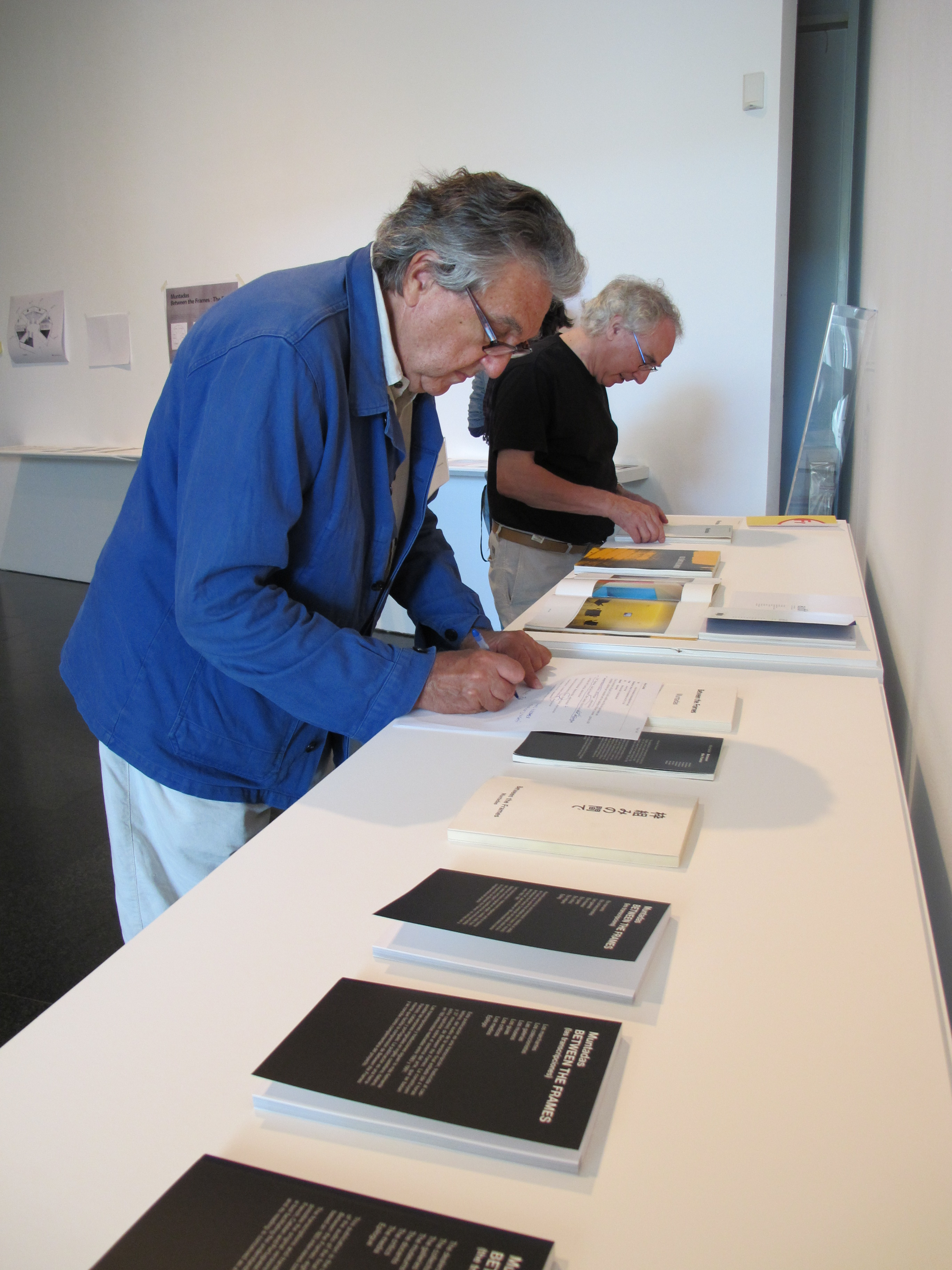
Antoni Muntadas mit Enric Franch, 2011

Antoni Muntadas (* 1942 in Barcelona) ist ein spanisch- US-amerikanischer Multimedia- und Installationskünstler.

## Leben und Werk
Antoni Muntadas studierte von 1959 bis 1962 an der Universität Barcelona und von 1963 bis 1967 an der Escola Tècnica Superior d’Enginyeria Industrial de Barcelona, Barcelona. Er schloss sein Studium mit dem Master ab und lebt seit 1971 in New York. Antoni Muntadas hatte Gastprofessuren an der École nationale supérieure des beaux-arts de Paris, der University of California, San Diego, dem San Francisco Art Institute, der Cooper Union, der Universidade de São Paulo und der Universidad de Buenos Aires.
Von 1990 bis 2014 war Muntadas Professor am Massachusetts Institute of Technology und dem Instituto Universitario de Arquitectura del Veneto in Venedig.
Die Serie On Translation ist eine 1995 begonnene Werkfolge, die geltenden Konventionen und kulturübergreifende Kommunikation zum Thema hat. Sie umfasst vielfältige Multimedia-Installationen, bestehend aus Video, Foto und Texten.
- The Bank von 1997 zeigt, wie lange es dauert, bis aufgrund des Umtausches in andere Währungen und anfallender Gebühren $1000 aufgebraucht sind.

- The File Room[4] von 1994, ein interaktives online Archiv, dokumentiert hunderte Fälle von Zensur, unter anderem von der Frau eines amerikanischen Diktators, die Paul Simon’s song „Cecilia“ verboten hat.[5]

## Ausstellungen (Auswahl)

### Einzelausstellungen
- 2011 Antoni Muntadas Staatliches Zentrum für Gegenwartskunst, Moskau
- 2009 Muntadas: La construcción del miedo y la pérdida de lo público Centro Atlántico de Arte Moderno, Las Palmas de Gran Canaria
- 2008 Political Advertisement VII 1952–2008, Museu Serralves, Porto
- 2006 Protokolle Württembergischer Kunstverein Stuttgart, Stuttgart
- 2004 Muntadas Projekte 1974–2004. On Translation: Erinnerungsräume Weserburg Museum für moderne Kunst, Bremen
- 2003 On Translation: Das Museum Museum Ostwall, Dortmund
- 1999 On Translation: The Audience Witte de With, Rotterdam
- 1988 Híbridos Museo Reina Sofía, Madrid
- 1979 Subjectividade/Objectividade: Informação Privada/Pública Galeria de Belém, Lissabon
- 1978 Projects: Video XVII Museum of Modern Art Manhattan.
- 1977 Bars Everson Museum of Art, Syracuse (New York)
- 1976 Muntadas Internationaal Cultureel Centrum, Antwerpen

### Gruppenausstellungen
- 2011 12. Istanbul Biennale, Istanbul
- 2009 Subversive Practices: Art under Conditions of Political Repression. 60s–80s/South America/Europe. Württembergischer Kunstverein Stuttgart
- 2008 Hacia Sevilla Centro Andaluz de Arte Contemporáneo, Sevilla
- 2005 51. Biennale di Venezia, On Translation, The Negotiation Table, Spanischer Pavillon
- 1998 Instant Cities Stedelijk Museum voor Actuele Kunst, Gent
- 1997 documenta X, Kassel
- 1995 EYE Film Instituut Nederland, Amsterdam
- 1991 Whitney Biennial, New York City
- 1989 Kölnischer Kunstverein, Köln
- 1980 42. Biennale di Venezia
- 1977 documenta 6, Kassel

Des Weiteren war Muntadas beteiligt an Ausstellungen imː Museu d’Art Contemporani de Barcelona, Berkeley Art Museum and Pacific Film Archive, Berkeley, Musée d'art contemporain de Montréal, Montreal, Museo de Arte Moderno de Buenos Aires, Buenos Aires, Museu de Arte Moderna do Rio de Janeiro, Rio de Janeiro, Museu d’Art Contemporani de Barcelona, Barcelona, Le Creux de l'enfer, Thiers (Puy-de-Dôme), Neuer Berliner Kunstverein, Berlin

## Auszeichnungen (Auswahl)
- Solomon R. Guggenheim Foundation
- Rockefeller-Stiftung
- National Endowment for the Arts
- New York State Council on the Arts
- Prix Ars Electronica
- Laser d’Or in Locarno
- Premi Nacional d'Arts Visuals
- Premio Nacional de Artes Plásticas (España)
- Premio Velázquez de Artes Plásticas